# Mesotrosta incerta
Mesotrosta incerta är en fjärilsart som beskrevs av Otto Staudinger 1892. Mesotrosta incerta ingår i släktet Mesotrosta och familjen nattflyn. Inga underarter finns listade i Catalogue of Life.